# قسم كولة الريفي (مقاطعة ديواندرة)
قسم كولة الريفي (بالفارسية: دهستان کوله) هي منطقة سكنية تقع في ناحية سارال في إيران. يقدر عدد سكانها بـ 5,996 نسمة .